# Swertia macrosperma
Swertia macrosperma là một loài thực vật có hoa trong họ Long đởm. Loài này được (C.B. Clarke) C.B. Clarke miêu tả khoa học đầu tiên năm 1883.